# باني بت
بانيبات رمزها «PP» (بالإنجليزية: Panipat) ، هو تقسيم إداري لدولة الهند تتبع ولاية هاريانا (بالإنجليزية: Haryana) ، مركزها هو مدينة بانيبات (بالإنجليزية: Panipat) عدد سكانها حسب تعداد سنة 2001 هو 967,338 ، مساحتها 1,250 كم² وكثافة السكان 774 لكل كم² .

## أعلام
- هيمو البقال
- مبشر حسن
- بافان مالهوترا
- خواجا أحمد عباس
- إبراهيم بن سكندر اللودهي